# Paku Alam VI
Paku Alam VI (Yogyakarta, 9 aprile 1856 – Yogyakarta, 9 giugno 1902) è stato un sovrano indonesiano.
Fu il sesto principe di Pakualaman.

## Biografia
Figlio di Paku Alam V, su pressione del padre completò i propri studi presso scuole olandesi. Alla morte del padre nel 1900, venne proclamato suo successore al trono e, contemporaneamente, il governo coloniale olandese delle Indie orientali gli concesse il titolo di colonnello onorario dell'esercito olandese.
Purtroppo sin dalla sua ascesa al trono manifestò una salute precaria che lo spinse a delegare molti dei suoi compiti ufficiali al fratelli minore, il principe Notodirojo. Proprio per questi motivi il suo governo non fu particolarmente incisivo nella storia del principato di Pakualaman.
Morì improvvisamente il 9 giugno 1902.